# Renato Macario
Renato Macario (Lovere, 10 de junio de 1920-Lovere, 30 de mayo de 2011) fue un deportista italiano que compitió en remo. Ganó una medalla de plata en el Campeonato Europeo de Remo de 1947, en la prueba de cuatro con timonel.

## Palmarés internacional
| Campeonato Europeo | Campeonato Europeo | Campeonato Europeo | Campeonato Europeo |
| Año                | Lugar              | Medalla            | Prueba             |
| ------------------ | ------------------ | ------------------ | ------------------ |
| 1947               | Lucerna (Suiza)    | Medalla de plata   | Cuatro con timonel |